# Luka inflacyjna
Luka inflacyjna – nadwyżka zagregowanego popytu nad zagregowaną podażą przy pełnym wykorzystaniu czynników produkcji (produkcja potencjalna = produkcja faktyczna). Ponieważ produkcja nie może się zwiększyć, aby zaspokoić popyt, równowagę przywraca się przez wzrost przeciętnego poziomu cen (inflację). Przyczyną luki inflacyjnej może być zbyt duża ilość pieniądza w obiegu i wzrost popytu konsumpcyjnego i inwestycyjnego.
Twórcą koncepcji luki inflacyjnej jest John Maynard Keynes.